# Museo dell'automobile Saab
Il Museo dell'automobile Saab (Saab Car Museum) si trova a Trollhättan in Svezia.

## Il museo

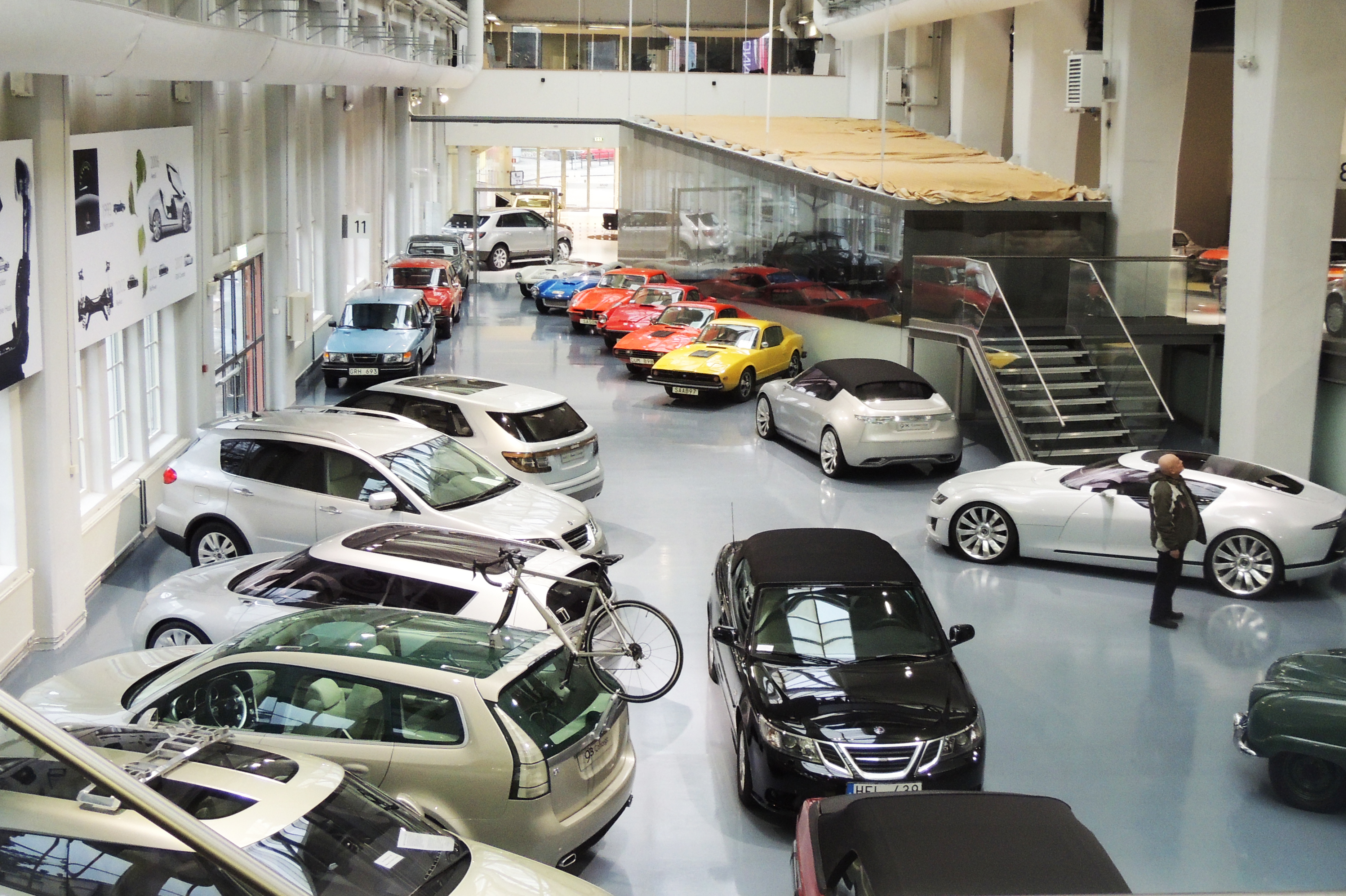
Panoramica del Museo

Il museo è dedicato alla storia della casa automobilistica Saab con l'esposizione di circa 70 vetture su 120 presenti; le autovetture sono suddivise in varie categorie: prototipi, test cars, official, company cars, racing cars, etc. Rappresentano i "milestones", le pietre miliari di più di 4,4 milioni di autovetture prodotte nel corso degli anni.

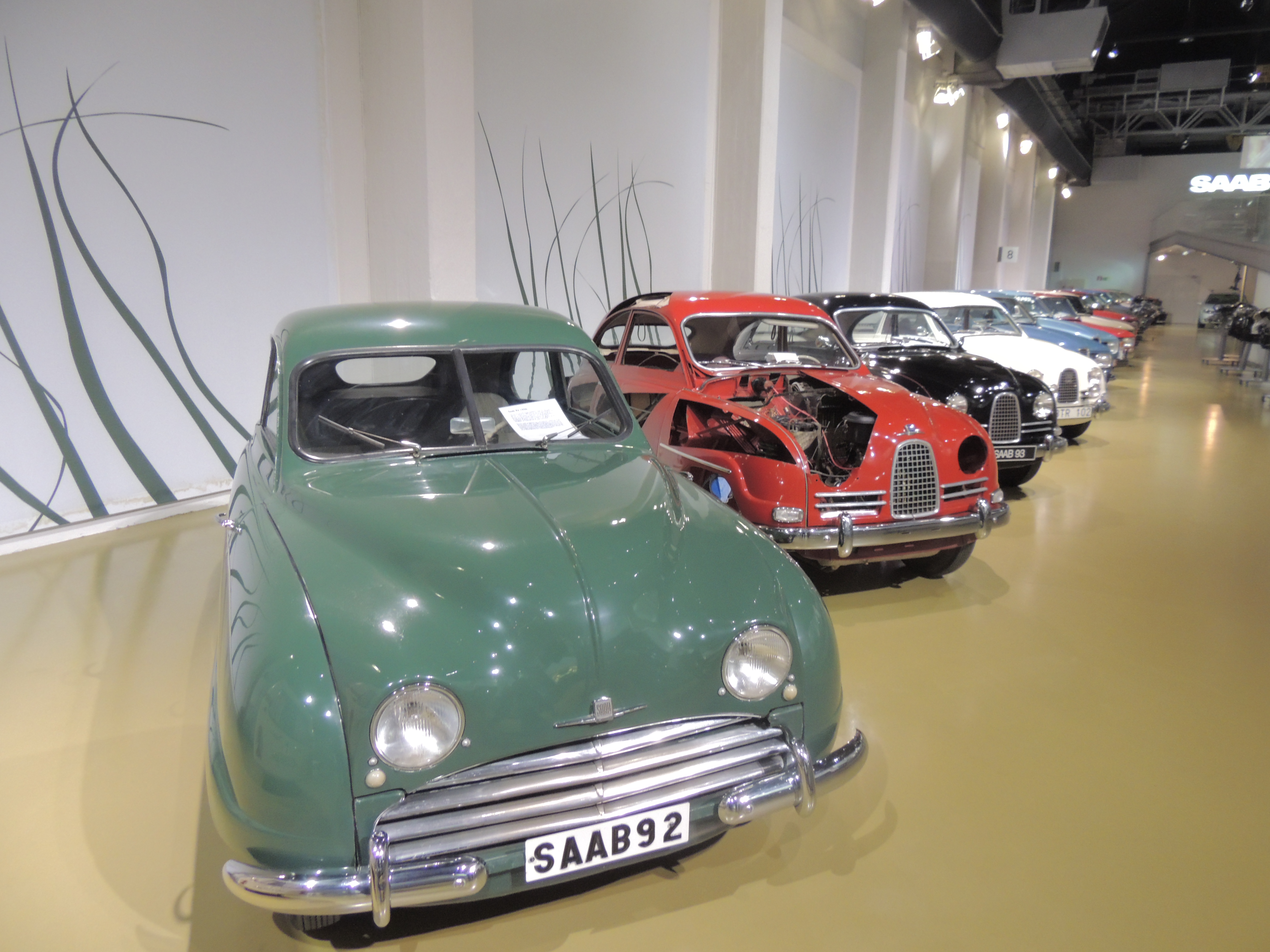
92 e 93

Il museo ha aperto le porte nel 1975 grazie all'iniziatore e responsabile del progetto Albert Trommer (Manager della ex divisione Saab-Scania). Nel 1987, in occasione del cinquantesimo anniversario dalla fondazione di Saab, il museo venne spostato nel luogo in cui si trova attualmente: un edificio industriale di Innovatum, ovvero un centro scientifico e tecnologico nella zona industriale NOHAB di Trollhättan. Nel 1997, in occasione del sessantesimo anniversario, l'edificio venne ristrutturato. Nel 2005 vennero riprogettati gli interni in occasione della presentazione, avvenuta all'interno del museo, della 9-3 SportHatch.
Nel 2011, a causa della procedura fallimentare di Saab Automobile, il museo e la sua collezione di vetture vennero messe all'asta ma la città di Trollhättan, Saab Group AB e la fondazione Marcus e Amalia Wallenberg Memorial lo acquistarono per la cifra di 4,2 milioni di dollari.

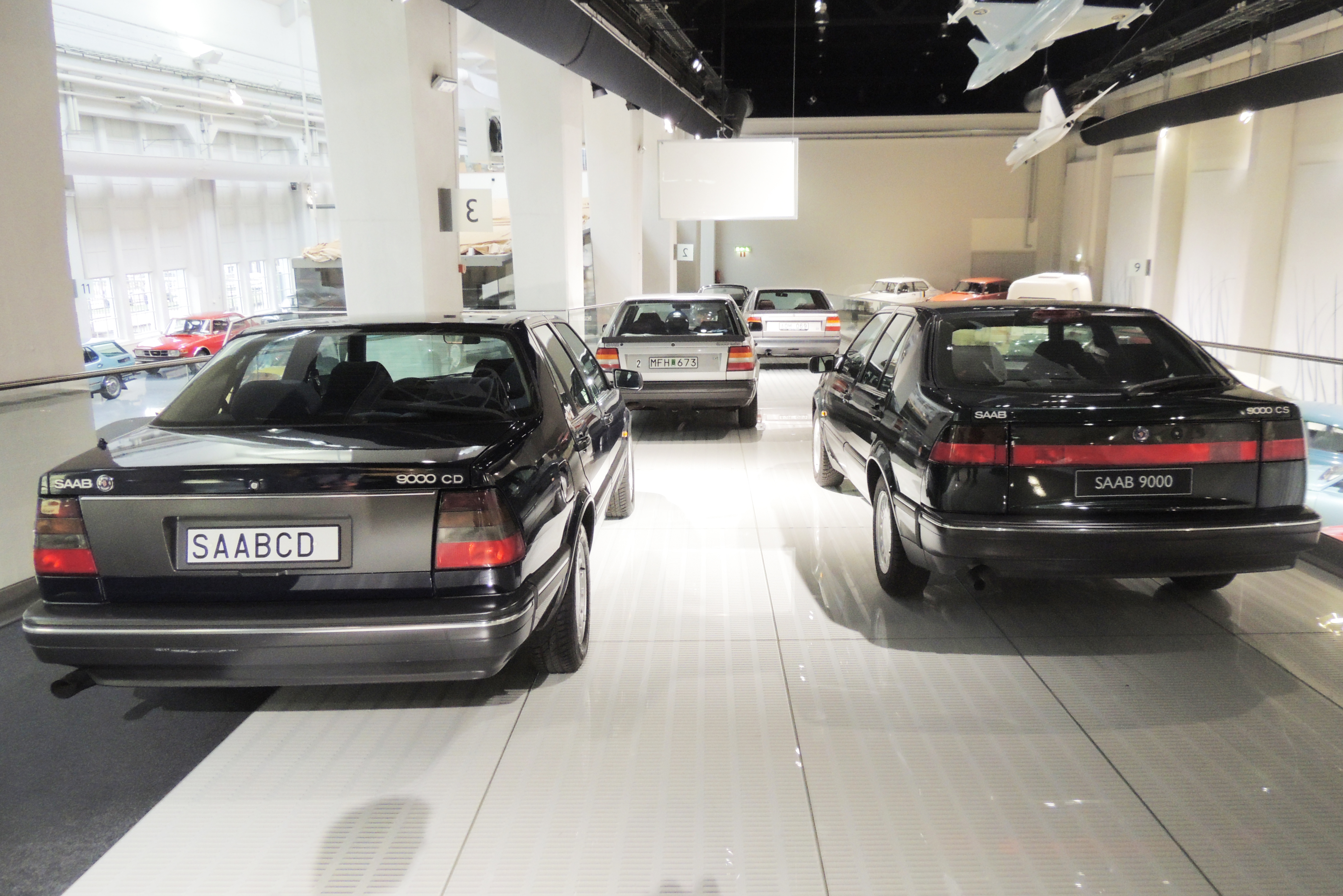
Le Saab 9000 custodite nel Museo

### Alcune delle vetture presenti
- Ursaab il primo veicolo Saab, prototipo della 92
- 92 il primo veicolo di serie
- 93
- GT750
- Saab Monster
- 94 Sonett
- 95
- 96
- 98
- Catherina
- MFI 13
- 97 Sonett II
- 97 Sonett III
- 99
- 90
- 900
- 9000
- 9-3
- 9-5